# Glossário (termodinâmica)
A termodinâmica é o ramo da física que se dedica ao estudo das relações entre o calor e as restantes formas de energia. Analisa, por conseguinte, os efeitos das mudanças de temperatura, pressão, densidade, massa e volume nos sistemas a nível macroscópico.
A base da termodinâmica é tudo o que diz respeito à circulação da energia, um fenômeno capaz de incutir movimento aos corpos.

## Glossário

### Temperatura
É a propriedade de um objeto que indica em que direção a energia calorífica vai fluir se o objeto é colocado em contato térmico com um outro. A Energia térmica flui de um objecto com temperatura mais alta para o outro de temperatura mais baixa. O ponto de referência na medição da temperatura é o ponto triplo da água, o qual está arbitrariamente registado com o valor de 273,6 K. Existem três escalas de temperatura normalmente usadas:

### Escala em Centígrado ou Escala Celsius
Ponto fixo mais baixo = 0 °C
Ponto fixo mais alto = 100 °C

### Escala Fahrenheit
Ponto fixo mais baixo = 32 °C
Ponto fixo mais alto = 212 °C

### Escala de Reumer
Ponto fixo mais baixo = 0 °C
Ponto fixo mais alto = 80 °C
As três escalas estão relacionadas através da expressão
{\displaystyle {\frac {C}{100}}={\frac {R}{80}}={\frac {F-32}{180}}}
A lei da Termodinâmica afirma que: se dois corpos X e Y estão separadamente em equilíbrio térmico com um outro corpo Z, então eles estão em equilíbrio entre si.
 No caso mais comum o corpo Z é um termômetro.

## Calor específico
É a energia calorífica necessária para elevar a temperatura de uma
unidade de massa de uma substância em um Kelvin. A unidade no SI é JKg-1K-1.

## Calorimetria
É o estudo concernente à medição do calor.

### Calor específico latente
É a quantidade de calor necessária para mudar uma unidade de massa de uma substância, do estado sólido para o líquido, ou do líquido para o gasoso, sem que no entanto haja mudança de temperatura. Calor específico latente de fusão é a quantidade de calor necessária para mudar uma unidade de massa de uma substância do estado sólido para o líquido sem mudança de temperatura. Calor específico latente de vaporização é a quantidade de calor necessária para mudar uma unidade de massa de uma substância do estado líquido para o estado gasoso sem mudança de temperatura.

## Lei de resfriamento de Newton
Diz que um corpo perde calor a uma taxa proporcional à diferença em temperatura entre o corpo e o ambiente e exige que a temperatura do corpo seja mais alta do que a do ambiente.

## Radiação
É um processo no qual a energia é transmitida através de ondas electromagnéticas.

## Primeira Lei da Termodinâmica
Diz que se um sistema termicamente isolado é trazido de um equilíbrio térmico para o outro, o trabalho necessário para se estabelecer essa mudança não depende do processo usado.

## Número de Avogadro
É o número de partículas unitárias numa mole de uma substância. A partícula unitária pode ser um átomo, molécula, ião, electrão, fotão, etc. O Número de Avogadro pode ser dado como o número de átomos em 0,012 kg de 12C. O símbolo do Número de Avogadro é NA e é igual a NA 6,02252 x 1023.

## Estado
O estado descreve a condição física de uma dada amostra de gás. Quatro
grandezas descrevem o estado do gás. Essas grandezas são temperatura, pressão,
volume e massa.

## Gás ideal
É um gás hipotético com moléculas de tamanho desprezível, entre as quais
não se exercem forças de interação.

## Teoria cinética dos gases
É a teoria baseada na suposição de que toda a matéria é
constituída de partículas bastante pequenas, em constante movimento desordenado
que experimentam choques perfeitamente elásticos.

## Ciclo
É um processo no qual um conjunto de operações tomam lugar numa certa sequência, de modo que, no fim do conjunto de operações se restabelecem as condições iniciais. No caso de máquinas o combustível do trabalho podem ser no formo um gás f e depois submetidos a uma série de mudanças em pressão, volume e temperatura retorna para a sua forma original.

### Ciclo de Carnot
É um ciclo (de expansão e compressão) de uma máquina térmica
reversível idealizada, que trabalha sem percas de calor.

## Energia interna
É a energia que um sistema possui. Esta energia depende do estado
interno do sistema, determinado pela sua pressão, temperatura e composição. A energia cinética de movimento de cada molécula ou ião, a energia cinética e energia potencial dos electrões e outras partículas em cada molécula ou ião, contribui para a energia interna do sistema. Trabalho e calor são processos de transferência de energia para e do sistema, e, portanto, da mudança da energia interna. Pode-se dizer que a mudança da energia interna (U) é igual ao calor (q) fornecido ao sistema menos o trabalho efetuado (W) sobre o sistema.
{\displaystyle U=q-W}

## Entropia
É a medida do grau de desordem num sistema; quanto mais desordenado estiver um sistema, tanto maior é a sua entropia. A desordem pode ser o caos molecular, por exemplo, quando um líquido muda para gás à mesma temperatura, a entropia cresce, pois as moléculas do gás estão desordenadas do que as do líquido. Do mesmo modo, a mistura de dois gases tem maior entropia do que os dois gases em separado. Uma mudança de entropia ocorre quando o sistema absorve/cede calor; a mudança na entropia é medida como a variação do calor dividido pela temperatura em que a mudança toma lugar; então {\displaystyle \scriptstyle dS=dq/T} onde dS é a variação da entropia. À entropia de um cristal perfeito de cada elemento ou composto é dado um valor zero como referencial à temperatura do zero absoluto.

## Máquina térmica
É um dispositivo que converte a energia térmica em outras formas
de energia como mecânica, eléctrica, etc. As máquinas térmicas são dispositivos cíclicos:
a. o calor é absorvido de um reservatório a alta temperatura;
b. o trabalho é realizado pela máquina;
c. o calor é expelido pela máquina para um reservatório a baixa temperatura;
d. a máquina retorna para o estado inicial.

## Segunda lei da Termodinâmica
Diz que é impossível para uma máquina que opere por si só, trabalho em ciclo e sem que receba energia do meio exterior, consiga transferir calor de um corpo a uma temperatura baixa para um outro a temperatura mais elevada. Noutras palavras, o calor não pode fluir de um corpo frio para um corpo quente sem ajuda de um agente externo.

## Processos termodinâmicos
São transformações que tomam lugar num sistema termodinâmico. Eles são de dois tipos.

### Processo reversível
É um processo no qual a transformação pode ser repassada no sentido inverso. Todas as transformações isotérmicas e adiabáticas que são conduzidas muito lentamente são exemplos de processos reversíveis se nessas transformações for assumido que nenhum calor é libertado em atrito ou para a vizinhança.

### Processo irreversível
É um processo que não pode ser repassado. Trabalho feito contra o atrito, o aquecimento devido ao fluxo da corrente através de um condutor, são exemplos de processos irreversíveis.
estes podem também ser classificados como:

#### Isotérmico
É  um processo que ocorre a temperatura constante.

#### Isobárico
É  um processo que ocorre a pressão constante.

#### Isovolumétrico
É um processo que ocorre a volume constante.

#### Adiabático
É um processo que ocorre sem transferência de calor.